# 続ハイパーヨー盤
『続ハイパーヨー盤』（ぞくハイパーヨーばん）は、hy4_4yhによる2枚目のアルバム。2007年1月27日発売。発売元はザ・レーベル。thelabel-006

## 解説
「ぉめでとぉ！毎日が記念Be→」は女子プロレス団体「アイスリボン」に提供された楽曲で、2012年10月より興行のエンディングテーマとして使用されている。

## 収録曲
1. ヤッパGO GO GO（4:07）
作詞・作曲：江崎マサル
2. NU-ROCKS（4:02）
作詞・作曲：江崎マサル
3. せいいっぱいの恋（7:35）
作詞・作曲：江崎マサル
4. 女の子のゴー！（3:27）
作詞・作曲：江崎マサル
5. （ご挨拶#1）（1:09）
作詞・作曲：江崎マサル
6. をげちねこ。〜教室から愛をこめて（3:28）
作詞・作曲：江崎マサル
7. 湘南サマーオブラヴ（5:31）
作詞・作曲：江崎マサル
8. ぉめでとぉ！毎日が記念Be→（4:32）
作詞・作曲：江崎マサル
9. 海の日々2007 [Bonus track]（4:13）
作詞・作曲：江崎マサル
10. （ご挨拶#2）（0:14）
作詞・作曲：江崎マサル